# 峰塔
峰塔，位于中国广东省河源市龙川县麻布岗镇，为龙川县的一个县级文物保护单位，类型为古建筑，公布时间为1986年9月。
峰塔的历史年代为明代。